# Latium vetus
Le Latium vetus désigne durant l'Antiquité la partie du Latium qui s'étend autour du mont Albain.

## Géographie
Le Latium vetus s'étend entre le cours inférieur du Tibre, le cours de l'Anio, la côte tyrrhénienne et les chaînes des monts Lépins et Prénestins.

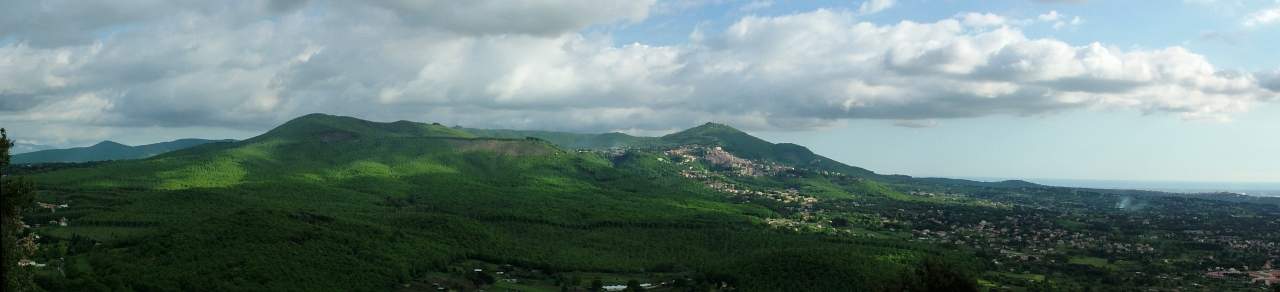
Le mont Albain vu depuis le nord, au centre du Latium vetus.

### Principales villes
- Sur la côte, Ostia (Ostie), Laurentum (Capocotto), Lavinium (Pratiea), Castruminui (Fossa dell'Incastro), Castra Troiana, Satricum (Casale di Canna), Pollusca, Astura (Torre d'Astura) ;
- Dans le pays entre l'Anio et le Tibre : Cameria, Corniculum, Medullia (Sant'Angelo), Ameriola, Caenina, Nomentum (Mentana), Ficulea, Crustumerium, Fidenae, Antemnae ;
- Au sud de l'Anio, dans le voisinage de Rome : Bovillae, Apiolae, Mugilla, Ficana, Politorium, Tellenae ;
- Dans les monts Albains : Albe la Longue, Aricia (La Riccia), Lanuvium (Civita Lavigna), Corioli, Tusculum (Frascati), Labicum (Colonna), Corbio, Algidum ;
- Dans la plaine de l'Anio jusqu'au Tolerus : Collatia, Gabii, Aesula, Tibur (Tivoli), Empulum (Ampiglione), Sassula, Scaptia, Pedum, Praeneste (Palestrina), Bola, Tolerium.

### Carte
| Carte du Latium vetus |
| --- |
| \| · Carseoli Nersae · Cameria Eretum Feronia Ceri Alsium Caere · Orvinium Cures Capena Ferentinum Anagnia · Vitellia Albalonga Laurentum · Lavinium Bovillae Aricia Lanuvium · Velitrae Signia · Artena Tolerium Bolae Pedum · Labicum Nomentum Crustumerium Careiae Fregenae Ostia Varia · Empulum Tibur · Praeneste Gabii · Tusculum Fidenae Veii · Antemnae Roma Latium adiectum Etruria \| |
| · Carseoli Nersae · Cameria Eretum Feronia Ceri Alsium Caere · Orvinium Cures Capena Ferentinum Anagnia · Vitellia Albalonga Laurentum · Lavinium Bovillae Aricia Lanuvium · Velitrae Signia · Artena Tolerium Bolae Pedum · Labicum Nomentum Crustumerium Careiae Fregenae Ostia Varia · Empulum Tibur · Praeneste Gabii · Tusculum Fidenae Veii · Antemnae Roma Latium adiectum Etruria       |